# 王子祥
王子祥（1929年—2004年4月16日），山东莱西人，中国人民解放军将领，曾任中国人民解放军济南军区空军司令员。
1949年毕业于中国人民解放军航空学校。1951年参加抗美援朝战争，任中国人民志愿军空军中队长、大队长、师技术检查主任、副团长、团长、副师长、师长。1963年指挥部队夜间击落中华民国空军P2V-7侦察机1架。1968年后，历任空军第八军副军长、军长，济南军区空军司令员、南京军区空军顾问等职。2004年4月16日在南京市逝世。